# Rijstebrij

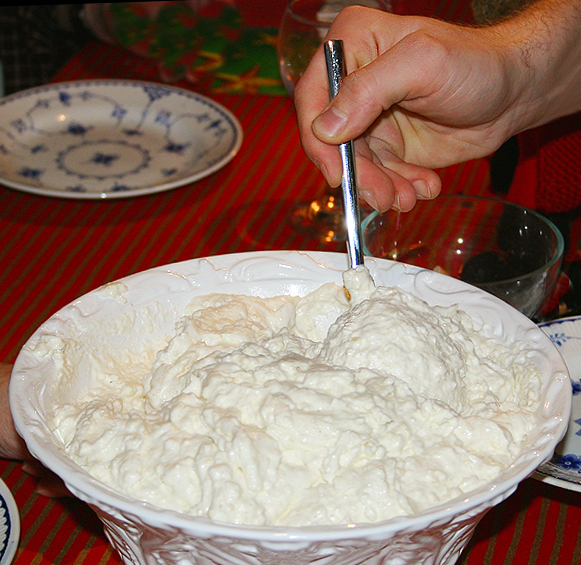
Een schaal Deense rijstebrij

Rijstebrij, in het oosten van Nederland dikke rijst (dikke ries(t)(e), en in Vlaanderen en Zuid-Nederland rijst(e)pap genoemd, is een oud, zoet gerecht op basis van rijst. Op schilderijen van Breughel is het gerecht een symbool van levensvreugde.
De rijst wordt zacht gekookt in melk met suiker; eventueel kan hij worden voorgekookt in water met een snuifje zout. Daarbij kan naar smaak wat vanille, saffraan of kaneel worden toegevoegd. In totaal moet de rijst ongeveer een uur koken, zodat de korrels helemaal zacht zijn. De aldus verkregen brij wordt meestal met veel (kandij)suiker bestrooid. Hij kan smakelijker gemaakt worden door rauwe eidooiers toe te voegen, of een beetje boter. Ook kunnen rozijnen worden toegevoegd.
Volgens het Van Dale Groot woordenboek van de Nederlandse taal is er een verschil tussen rijstebrij en rijstpap; deze laatste is dunne rijstebrij. Rijstepap met tussen-e is taalkundig evenwaardig aan rijstpap, doch minder gebruikelijk volgens het Groene Boekje.

## Trivia
- Rijstebrij en rijstpap staan in het Nederlands symbool voor overvloed.
- Zich door de rijstebrijberg heen eten. Een heuvel van rijst, waar men doorheen moet om luilekkerland te bereiken. Figuurlijk betekent dit dat men een hoop werk moet verzetten, voordat men aan leukere dingen kan beginnen.
- Een kinderlijke voorstelling van de hemel vindt men in de uitdrukking 'elke dag rijstpap met gouden lepeltjes eten'.
- In het lied Poesje mauw smult het kind van rijstebrij.